# Парк граждан Пусана
Пусанской городской парк (кор. 부산시민공원 Пусан-симин-конвон) — крупный парк в центре Пусана.

## Объекты
- Газонная площадь
- Павильон Симинмару
- Водопад небеснего света
- Музыкальный фонтан
- Библиотека Пороро
- Зеркальный пруд
- Улица истории
- Столпы памяти
- Лесная улица радости
- Лесная улица участия
- Лесная улица природы
- Лесная улица культуры
- Ароматный лес
- Деревня культуры и искусств
- Музей истории парка
- Песчаный берег в центре города
- Речка Пуджончхон
- Речка Чонпхочхон
- Площадь Тасом
- Пруд Юнсыль
- Волна истории
- Детский сад животных
- Сад участия
- Сад лабиринта
- Стерня для развития чувствительности
- Экологический мост
- Стены участия
- Дом «Гостиная граждан»
- Кафе «Tops bean»
- Кафетерия «Food Court PICNIC»
- Книжное кафе Суп
- Круглосуточный магазин Тасом
- Круглосуточный магазин "Лес культуры"